# 赫里斯蒂尼夫卡

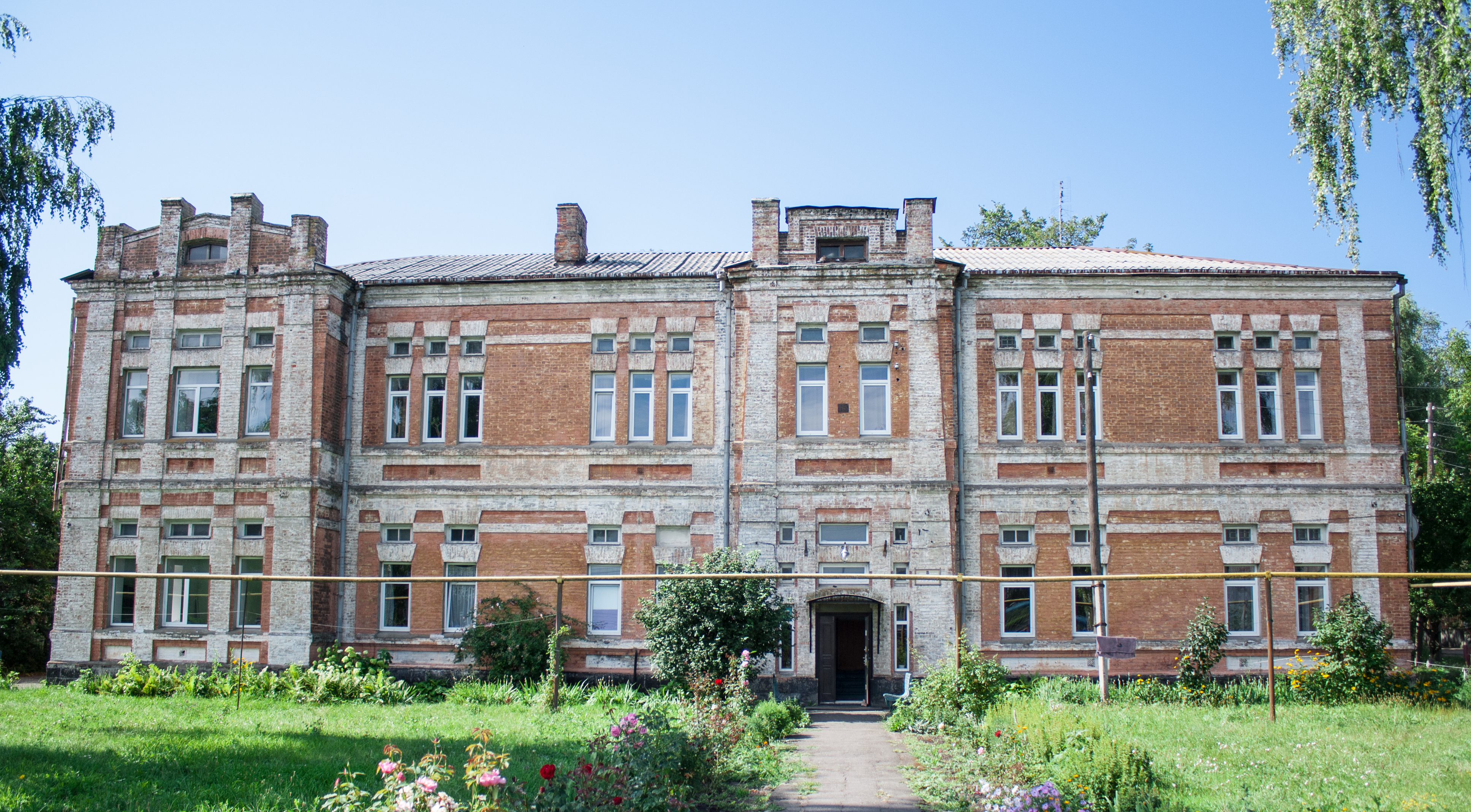
国民学校

赫里斯蒂尼夫卡（烏克蘭語：Христинівка），又按俄语名译为赫里斯季诺夫卡，是烏克蘭切爾卡瑟州烏曼區赫里斯蒂尼夫卡市镇内的城市及其行政中心。位於該國中部第聶伯高地，距離州府切爾卡瑟州213公里。始建於1574年，面積13平方公里，海拔高度238米，2011年人口10,876。
第二次世界大戰期間，納粹德國在1941年7月27日至1944年3月9日佔領該市。